# Síndrome inflamatòria de reconstitució immunitària
La síndrome inflamatòria de reconstitució immunitària (també coneguda com a síndrome de reconstitució immunitària) és un trastorn que s'observa en alguns casos de sida o immunosupressió, en la qual el sistema immunitari comença a recuperar-se, però després respon a una infecció oportunista prèviament adquirida amb una aclaparadora resposta inflamatòria que, paradoxalment, fa que els símptomes de la infecció empitjorin.